# Луис Комфорт Тифани
Луис Комфорт Тифани (18. фебруар, 1848 – 17. јануар, 1933) био је амерички уметник и дизајнер који се пре свега бавио декоративном уметношћу, а нарочито је познато по свом раду у витражу. Највише је асоциран са стилом сецесије, који се по њему у Америци некад називао и ″Тифани стил″. Био је део престижне задруге дизајнера која се звала ″Associated Artists″. Тифани је дизајнирао витраже лампе, стаклене мозаике, дувано стакло, керамику, накит, енамел, и уметност у металу. Био је први директор дизајна у породичној компанији, ″Tiffany & Co.″, коју је основао његов отац Чарлс Луис Тифани (Charles Lewis Tiffany).

## Детињство и младост
Луис Тифани је рођен у Њујорку, син Чарлса Тифанија и Хариет Оливије Авери Јанг (Harriet Olivia Avery Young). Школовао се у Pennsylvania Military Academy у Пенсилванији и Eagleswood Military Academy у Њу Џерзију. Прво уметничко школовање које је добио било је као сликар, учитељи су му били Џорџ Инес (George Inness) у Њу Џерзију и Самјуел Колман (Samuel Colman) у Њујорку. Такође је студирао у National Academy of Design in New York City од 1866 до 67 и код Леон Белија (Léon Auguste Adolphe Belly) од 1868 до 69. Белијева слика пејзажа је имала велики утицај на Тифанија.

## Каријера
Тифани је почео као сликар, али је постао заинтересован у рад са стаклом и радо је и неколико специјализованих радионица од 1875 до 1878. Већ 1879 године удружио се са Кенденс Вилер (Candace Wheeler), Самјуел Колман (Samuel Colman) и Локвуд де Форест (Lockwood de Forest) да формирају Louis Comfort Tiffany and Associated American Artists. Овај пословни подухват је кратко трајао, само четири године. Група је правила тапете, намештај и текстил. Касније је отворио ствоју фабрику стакла у Корони, Њујорку (Corona, New York) одлучан да дође до дизајна који је унапредити квалитет савременог стакла. Тифанијев таленат као и очев капитал те везе су водиле посао до успеха.
1888 године Тифани је био ангажован да уради ентерије Марк Твенове куће у Конектикату, али најзначанији посао за фирму је био 1882 када тадашњи председник САД, Честер А. Артур није хтео да се усели у Белу кућу док није извршено преуређивање. Упослио је Тифанија, који је почео да прави име са себе у њујоршким круговима по фирмином дизајну ентеријера, да преуреди собе зато што им је по Артуру фалило шарма. Тифани је радио на западној соби, плавој соби, црвеној соби, соби за
државне(званичне) вечере и улазној дворани. Радио је практично комплетно преуређивање, осликавање декоративних елемената, нови камин, нове тапете, те је додао гасне лампе са Тифани стаклом, прозоре и додао је опални стаклени екран који се протезао од пода до плафона у улазној дворани. Тифанијев екран и други елементи из периода су уклоњени у Рузвелтовом реновирању 1902. године који је вратио ентеријер у федерални стил да би био у складу са архитектуром.
Жеља да се сконцентрише на уметност у стаклу довела је до распада фирме 1885. године када је Тифани одлучио да оснује сопствену фирму за производњу стакла исте године. Прва фирма Tiffany Glass Company је основана 1. децембра 1885. године, а 1902. постала је позната као Tiffany Studios.
У почетко своје каријере, Тифани је користи јефтине тегле за џем и флаше, јер су оне имале минералне нечистоће које се не налазе у финијем стаклу. Када није успео да убеди произвођаче финијег стакла да оставе нечистоће почиње да прозводе своје стакло. Тифани је користио опално стакло у разним бојама и текстурама да би добио јединствен стил витража. Развио је технику "бакарна фолија ("copper foil"). Умотавањем ивица комада сеченог стакла у бакарну фолију, те лемећи све заједно да би направио лампе и прозоре постигао је ниво детаља до тада невиђен. Ово је у контрасту са класичним методама бојења безбојног стакла те стављањем у оловне канала, нешто што је рађено у Европи стотинама година.
Употреба обојеног стакла за стварање витража мотивисана је идеалима Покрета за уметност и занатство и његовог вође, Вилијам Мориса у Енглеској. Колеге и произвођачи стакла Оливер Кимберли (Oliver Kimberly) и Френк Дафнер (Frank Duffner) сонивачи фирме Duffner and Kimberly Company, као и Џон Ла Фарж (John La Farge) су били главна Тифанијева конкуренција у овом новом стилу Америчког витража. Тифани, Дафнер, Кимберли и Ла Фарж су научили свој занат у истим радионицама производње стакла, у Бруклину 1870-их година.
1889. године на Париз Експо-у (Exposition Universelle) каже се да је Тифани био "преплављен" то јест одушевљен радом Емил Гале-а (Émile Gallé), француског уметника који је радио у стилу сецесије. Такође је упознао Алфонса Муху ( Alphonse Mucha).
1893. године Тифани је направио фабрику звану Stourbridge Glass Company, касније преимоновану Tiffany Glass Furnaces која је била лоцирана у Корони, Њујорк и упослио је Енглеза Артур Неша (Arthur J. Nash) да је надгледа. Такође 1893. године његова фирма је увела термин Favrile стакло, али је почела да производи и дувано стакло у новом фабрици. Рани примери његових лампи су изложени на Светском сајму (World's Fair) 1893. године у Чикагу. На Париз Експо-у (Exposition Universelle) 1900. године добија златну медаљу за свој витраж The Four Seasons.
"Трејдмарковао", то јест осигурао је права на реч "Favrile" (стара француска реч за ручно прављено) 13. новембра 1894 године. Касније ће примењивату ту реч за са сво своје стакло, енамел и керамику. Тифанијеве прве комерцијално произведене лампе су из 1895 године. Већина рада његове фирме се односи на витраже и лампе, али његова фирма је дизајнирала и комплетне ентеријере. На свом врхунцу, фабрика је упошљавала преко 300 занатлија. Скорија истраживања од стране професора Мартин Еделберг-а (Martin Eidelberg) указују да су талентоване жене дизајнери, некад зване и "Тифани девојке" ("Tiffany Girls") – вођене Кларом Дрискол (Clara Driscoll) имале велику улогу у дизајнирању цветних образаца на чувеним Тифани лампама али и другим креацијама.
Тифанијеви ентеријери су имали значајну употребу мозаика. Радњу за мозаике, која је у великој мери упошљавала жене, је надгледана од стране швајцарског скулптора и дизајнера Џејкоб Адолфус Холзер-а (Jacob Adolphus Holzer).
1902. године Тифаније је постао директор дизајна у фирми накита Tiffany & Co. коју је основао његов отац.
1911 године је била инсталација огромне стаклене завесе у Palacio de Bellas Artes у Мексико Ситију. Неки је сматрају ремек-делом.
Тифани је користио сво своје умеће да креира сопствену кућу звану Laurelton Hall која је имала 84 собе. Налазила се у селу Лорел Холоу (Њујорк), на периферији Њујорка и завршена је 1905. године. Касније је донирана његовој фондацији за студенте уметности заједно са 243,000 m² земље, продата 1949 и уништена у пожару 1957.

## Лични живот
Тифани је оженио Mary Woodbridge Goddard (1850-1884) 15. маја 1872. године и имао децу:
- Mary Woodbridge Tiffany (1873–1963) која се удала за Грахам Луска (Graham Lusk);[19]
- Charles Louis Tiffany I (1874–1874);
- Charles Louis Tiffany II (1878–1947);
- Hilda Goddard Tiffany (1879–1908),

После смрти своје жене, оженио је Louise Wakeman Knox (1851–1904) 9. новембра 1886. године. Имали су децу:
- Louise Comfort Tiffany (1887–1974),
- Julia DeForest Tiffany (1887–1973),[20]
- Annie Olivia Tiffany (1888–1892);
- Dorothy Burlingham-Tiffany (1891–1979)

Тифани је преминуо 17. јануара 1933. године и сахрањен је на Green-Wood Cemetery у Бруклину.
Тифани је прадеда инвеститора Џорџ Гилдер-а (George Gilder).

## Галерија
- Витражи
- Аурелије Августин, Флорида.
- Girl with Cherry Blossoms
- Дрво живота
- Angel of the Resurrection
- The New Creation
- Јован крститељ
- Беседа на гори
- Christ the Consoler
- Прозор у цркви

- Тифани Лампе

## Литературе
- Tiffany, Louis Comfort & de Kay, Charles. The Art Work of Louis C. Tiffany. Doubleday, Page & Co, New York, 1916
- Couldrey, Vivienne. The Art of Louis Comfort Tiffany. Bloomsbury Publications, London, 1989.
- Duncan, Alastair. Tiffany Windows. Thames & Hudson, London, 1980.
- Frelinghuysen, Alice Cooney (2006). Louis Comfort Tiffany and Laurelton Hall: an artist's country estate. New York: The Metropolitan Museum of Art. ISBN 1588392015.
- Koch, Robert H. Louis C. Tiffany – Rebel in Glass. 3rd Ed., Crown Publishers Inc, New York, 1982.
- Logan, Ernest Edwin. The Church That Was Twice Born: A History of the First Presbyterian Church Of Pittsburgh, Pennsylvania 1773–1973. Pickwick-Morcraft, Pittsburgh, Pa., 1973
- Rago, David. "Tiffany Pottery" in American Art Pottery. Knickerbocker Press, New York, 1997